# خوسيه فيغاس فيليو
خوسيه فيغاس فيليو (من مواليد 14 أكتوبر 1942، ريو دي جانيرو) دبلوماسي برازيلي.
عمل خوسيه فيغاس سفيراً للبرازيل في الدنمارك (1995-1998) وبيرو (1998-2001) وروسيا (2001-2002). كان وزيراً للدفاع في رئاسة لويز إيناسيو لولا دا سيلفا في عامي 2003 و2004. وكان يميل في استقالته إلى رئيس الجمهورية بسبب أزمة نتجت عن مذكرة صادرة عن خدمة التواصل الاجتماعي للجيش البرازيلي التي دافعت عن النظام العسكري.
ذكر خوسيه فيغاس في مذكرته عن استقالته إلى المنصب الوزاري عدم التوافق بين الفلسفة الاستبدادية القائمة على عقيدة الأمن القومي والصلاحية الكاملة للمؤسسات الديمقراطية: «المذكرة التي صدرت يوم الأحد 17 تمثل استمرار فلسفة سلطوية مرتبطة ببقايا عقيدة قديمة وعفا عليها الزمن للأمن القومي، تتعارض مع الصلاحية الكاملة للديمقراطية ومع تطور البرازيل في القرن الحادي والعشرين... فريق لممثلي هذه الفلسفة المؤرخة للخروج من المشهد».
في عام 2005 لخص خوسيه فيغاس فيليو مسيرته الدبلوماسية كسفير برازيلي في إسبانيا، وفي عام 2009 أصبح سفيراً للبرازيل في إيطاليا، وهو المنصب الذي لا يزال يشغله في الوقت الحالي.
هو متزوج من إريكا ستوكهولم كاتبة بيروفية لقصص الأطفال. كانت ممثلة مشهورة في بيرو في عقد الثمانينيات والتسعينيات.